# Eduard Rahn
Eduard Ludwig Rahn (* 22. März 1827 in Breslau; † 17. Mai 1863 Glatz) war ein deutscher Jurist und Politiker. Er war Abgeordneter im Preußischen Abgeordnetenhaus (1862–1863).

## Leben
Als Sohn eines Pastors und Probstes geboren, studierte Rahn nach dem Besuch des Breslauer Elisabet-Gymnasiums ab 1845 Rechtswissenschaften in Breslau, Heidelberg und Berlin. Nachdem er in seiner Schulzeit bei der Breslauer Schülerburschenschaft Teutonia aktiv gewesen war, wurde er während seines Studiums 1845 Mitglied der Burschenschaft Raczeks Breslau und 1846 der Burschenschaft Teutonia Heidelberg. 1846 war er Mitgründer der Alten Heidelberger Burschenschaft Franconia. Nach seinem Abschluss wurde er 1848 Auskultator und 1850 Referendar am Oberlandesgericht Breslau. Nach Station 1850 am Appellationsgericht in Glogau, wurde er 1854 Assessor am Appellationsgericht in Breslau und im selben Jahr Kreisrichter in Frankenstein. 1857 wurde er Kreisrichter in Glatz. 1862 wurde er Abgeordneter der Fortschrittspartei im Preußischen Abgeordnetenhaus (Wahlkreis 7/Breslau).